# Chetogena cinerea
Chetogena cinerea är en tvåvingeart som först beskrevs av Wulp 1890.  Chetogena cinerea ingår i släktet Chetogena och familjen parasitflugor. Inga underarter finns listade i Catalogue of Life.